# Амиров, Руслан Рафикович
Руслан Рафикович Амиров (14 октября 1990) — киргизский футболист, вратарь клуба «Алга». Выступал за сборную Кыргызстана.

## Карьера

### Клубная карьера
Начинал взрослую карьеру в клубах «Кант-77» и «Абдыш-Ата» в высшей лиге Кыргызстана. В составе «Абдыш-Аты» становился серебряным призёром чемпионата (2008, 2009, 2010), а в 2011 году — бронзовым призёром чемпионата и обладателем Кубка Кыргызстана.
В 2012 году выступал в первой лиге Казахстана за «Лашын» (Каратау), а в 2014 году — за «Гефест» (Сарань).
С 2014 года играет за бишкекскую «Алгу», из которой несколько раз ненадолго уезжал в зарубежные клубы — в сезоне 2015/16 в турецкий «Туранспор» (Анкара), а в начале 2017 года — в мальдивский «Юнайтед Виктори». В составе «Алги» — бронзовый призёр чемпионата Кыргызстана 2016 года.

### Карьера в сборной
Выступал за молодёжную сборную Кыргызстана. Участник Кубка Содружества 2012 года, сыграл на турнире 3 матча.
В национальной сборной Кыргызстана дебютировал 23 июля 2011 года в отборочном матче чемпионата мира против Узбекистана (0:4), заменив на 47-й (по другим данным, на 74-й) минуте Владислава Волкова, и за оставшееся время пропустил три гола. Всего за сборную в 2011—2013 годах сыграл 5 матчей, из них 4 — не полностью. Продолжал вызываться в сборную и позднее, но более на поле не выходил.

## Личная жизнь
Отец, Рафик Гаязович (род. 1965) — футбольный тренер. Есть два брата: старший Ильдар (род. 1987) — футболист сборной Кыргызстана, нападающий; младший брат Тимур (род. 2004).